# Carlos Fitz-James Stuart (4e duc de Liria et Jérica)
Pour les articles homonymes, voir Fitz-James (homonymie).
Carlos Bernardo Fitz-James Stuart y Silva, 4e duc de Liria et Jérica, 4e duc de Berwick (25 mars 1752 - 7 septembre 1787) est un noble espagnol.

## Biographie
Né à Liria, en Espagne, il est le fils de Jacobo Fitz-James Stuart (3e duc de Berwick), et de son épouse, María Teresa de Silva y Álvarez de Toledo (une sœur de Fernando de Silva y Álvarez de Toledo).
Le 9 octobre 1771, il épouse la princesse Caroline de Stolberg-Gedern (10 février 1755-15 avril 1828), sœur de Louise de Stolberg-Gedern et belle-sœur de Charles Édouard Stuart, appelé par le roi des Jacobites Charles III, également connu comme "le jeune prétendant".
Carlos Fitz-James Stuart hérite des titres de son père en 1785. En 1787, il perd par ordonnance du tribunal les titres détenus par la maison de Colomb, à savoir duc de la Vega, duc de Veragua, le marquisat de Jamaïque, l'amirauté de la mer océanique et l'amirauté des Indes, au profit de Mariano Colón de Larreátegui, qui devient le détenteur légal desdits titres.
Le duc est gentilhomme de la chambre à coucher du roi Charles III d'Espagne.
Le duc de Liria et Jérica est décédé en 1787 à Madrid, et est remplacé par son fils Jacques Philippe Fitz-James Stuart (comme 5e duc de Liria y Jérica et 5e duc de Berwick).